# Rüningen
Rüningen ist ein Stadtteil Braunschweigs im Süden der Stadt, der auf eine über 1200-jährige Geschichte als Bauerndorf und eine über 700-jährige Mühlentradition zurückblickt. Bis 2021 war er der gleichnamige Stadtbezirk mit der amtlichen Nummer 224, seitdem ist er Bestandteil des Stadtbezirks Südwest.

## Geographie

### Lage
Der Ort liegt am Westufer der Oker an den Ausläufern einer Kreideformation, die sich vom Geitelder Berg (111 m ü. NHN) über den Steinberg in Broitzem mit 106 m Höhe bis zum über 98 m hohen Westerberg ausdehnt und das Geitelder Holz umschließt. Die Feldmark erstreckt sich in Nord-Süd-Richtung zwischen dem Kennelgebiet und Leiferde und umfasst unterschiedlichste Bodenarten, vorwiegend jedoch Lößboden. Die Ostgrenze bildet die Oker bzw. deren früherer Verlauf, in deren Aue die Mühlenwiesen lagen. Das Gebiet ist heute überwiegend vom Südsee bedeckt. Am nördlichen Siedlungsrand fließt der historische Landwehrgraben und heutige Fuhsekanal. Im südlichen Ortsbereich mündet der aus dem Geitelder Holz kommende Geitelder Graben in die Oker. Im Kennelgebiet bestand die für Braunschweig über mehrere Jahrzehnte maßgebliche Trinkwasserförderung des Wasserwerks Rüningen.

### Okerverlauf
Der Okerlauf ist ab 1964 komplett verändert worden. Wo heute oberhalb des Rüninger Wehrs der Mühlengraben nach Westen abzweigt und von der Bahnstrecke überquert wird, floss die Oker weiter bis zum westlichen Rand des heutigen Sportplatzes, knickte nach Norden ab und zog vor dem Mühlengelände eine Schleife nach Süden. Etwa auf Höhe des Bahnübergangs in der Straßenkehre wurde sie aufgestaut und der Hauptstrom als Mühlengraben in dem heute noch sichtbaren Verlauf durch das Mühlengelände geführt. Unterhalb der Mühle strömt er hauptsächlich in seinem alten Flussbett, das abermals von der Bahnstrecke gekreuzt wird. Bei der Okerregulierung ist das Mühlenwehr zum Rüninger Wehr verlegt worden und die Oker östlich an der Ortschaft vorbeigeführt worden. Den früheren Verlauf trifft sie etwa auf Höhe der Fußgängerbrücke beim Überlaufdamm. Die früheren Mäander sind im Südsee untergegangen.

### Nachbarorte
Nachbarorte Rüningens sind im Norden die Gartenstadt, im Westen Broitzem und Geitelde, im Osten Stöckheim, das über die Okerbrücke Berkenbuschstraße angebunden ist, und im Süden Leiferde und Thiede.

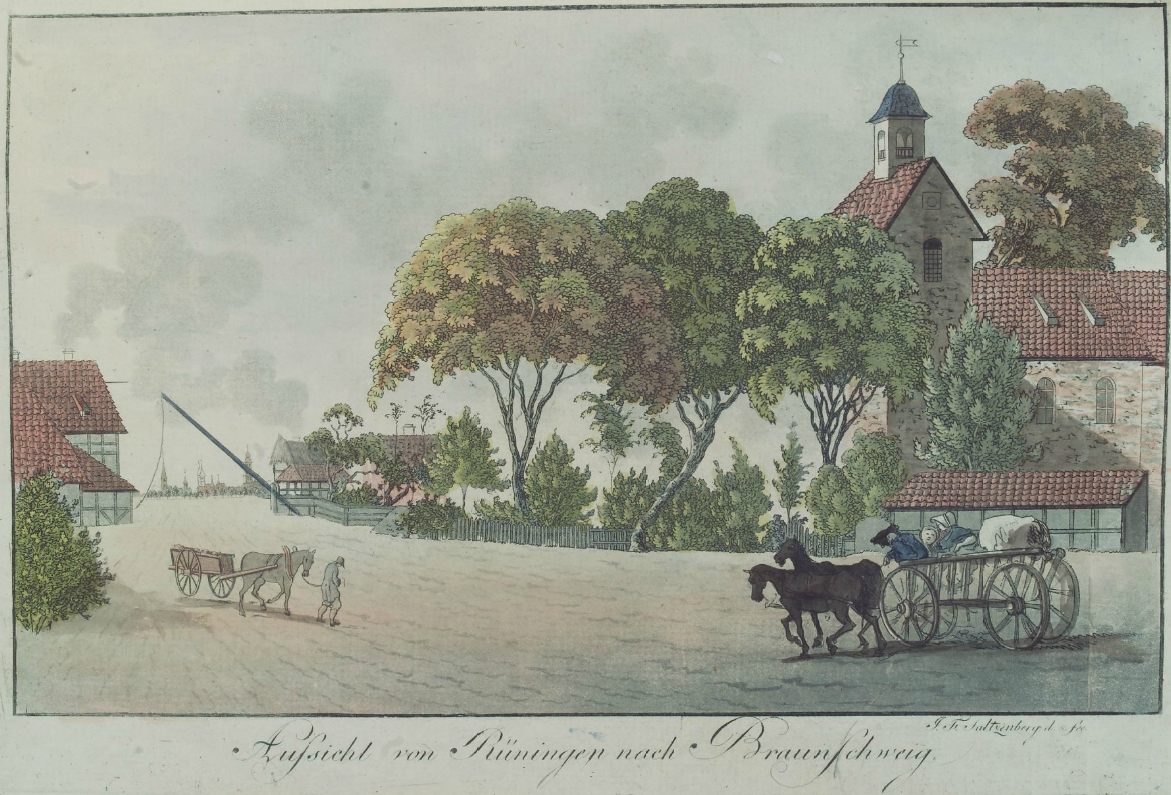
„Aufsicht Rüningen nach Braunschweig“ kolorierter Kupferstich von Saltzenberg, um 1800

## Geschichte
Südlich von Rüningen befindet sich mit dem Urnengräberfeld Rüningen ein germanisches Gräberfeld, das etwa vom späten 3. bis ins 7. Jahrhundert belegt worden ist. Bei Ausgrabungen wurden bisher (2015) rund 3800 Urnen geborgen.
Rüningen wird bereits im 8. Jahrhundert als „Riungi“ urkundlich erwähnt. Namentliche Nennung findet Rüningen im Rahmen einer Schenkung des sächsischen Fürsten Odiltag und seiner Gattin Wentelsuint an das Kloster Fulda im Jahre 780. Dort werden zwanzig Güter des Liergaus erwähnt, darunter Riungi (=Rüningen).
Im Jahr 1200 wurde die Siedlung bei Kampfhandlungen zwischen dem Welfen Otto IV. und dem Staufer Philipp von Schwaben um die deutsche Königskrone niedergebrannt. 1380 wurden einige Dörfer im Gebiet um Braunschweig von Raubrittern geplündert, darunter auch Rüningen, kurz darauf geriet es in der Schlacht am Thieder Lindenberg zwischen die Fronten, als Braunschweig von Herzog Otto der Quade angegriffen wurde. Daraufhin begann man, die Braunschweiger Landwehr zu errichten, und Rüningen wurde als Pfahldorf rechtlich Bestandteil der Stadt. Dazu zählte in Rüningen der Rüninger Turm, der im Jahr 1398 als „brechfrede to Runingen“ erwähnt wird und bis 1724 zur Landwehr gehörte. Er stand an der Straße nach Thiede, einer wichtigen Verbindung nach Frankfurt.
Des Weiteren hatte die Siedlung eine im Jahre 1312 im Degedingebuch der Stadt Braunschweig genannte Mühle an der Oker. Die Mühle Rüningen war von so großer Bedeutung, dass sie stets neu errichtet wurde, auch als sie 1492 niederbrannte und im Dreißigjährigen Krieg zerstört worden war. Sie galt in der Zeit um 1895 als eine der bedeutendsten Handelsmühlen Deutschlands. Sie ist „das älteste produzierende Unternehmen .. in ganz Niedersachsen und gehört zu den Top 20 in Deutschland“. Das 700-jährige Bestehen wurde von der Betreibergesellschaft mit einem Tag der Offenen Tür im Juni 2012 gefeiert.
1974 wurde Rüningen vom aufgelösten Landkreis Braunschweig nach Braunschweig eingemeindet.

## Politik

### Stadtbezirksrat
Der Stadtbezirksrat Rüningens hat sechs Mitglieder und setzt sich seit dem 17. November 2016 wie folgt zusammen:
- SPD 3: Dieter Fasterling (Fraktionsvorsitzender), Udo Zohner, Benjamin Buchheister,
- CDU 2: Oliver Schatta (Bezirksbürgermeister), Timm Sowade (Fraktionsvorsitzender)
- Piraten: Nico Greßmann (stellvertretender Bezirksbürgermeister)

Bezirksbürgermeister
Bezirksbürgermeister des Stadtbezirks Rüningen ist Oliver Schatta, CDU.
Statistische Bezirke
Der Stadtbezirk setzt sich aus folgendem statistischen Bezirk zusammen:
- Rüningen (Nr. 74)

### Wappen
Blasonierung: „Über blauem Schildfuß mit einem unterhalben silbernen Mühlrad in Silber ein roter Turm mit Fachwerkgeschoß, beides an der Teilung“.
Das Wappen ist horizontal geteilt und zeigt im oberen Teil einen roten Turm mit drei Fenstern und Fachwerk im Oberteil auf weißem Feld. Dieser symbolisiert den Rüninger Wehrturm. Im Schildfuß befindet sich ein oben gekapptes weißes Wassermühlrad auf blauem Grund. Dieses Steht für die Rüninger Mühle.
Arnold Rabbow hat das Wappen entworfen, es wurde am 24. September 1964 vom Gemeinderat angenommen und am 6. Dezember 1964 vom Verwaltungspräsidenten von Braunschweig genehmigt.

## St.-Petri-Kirche

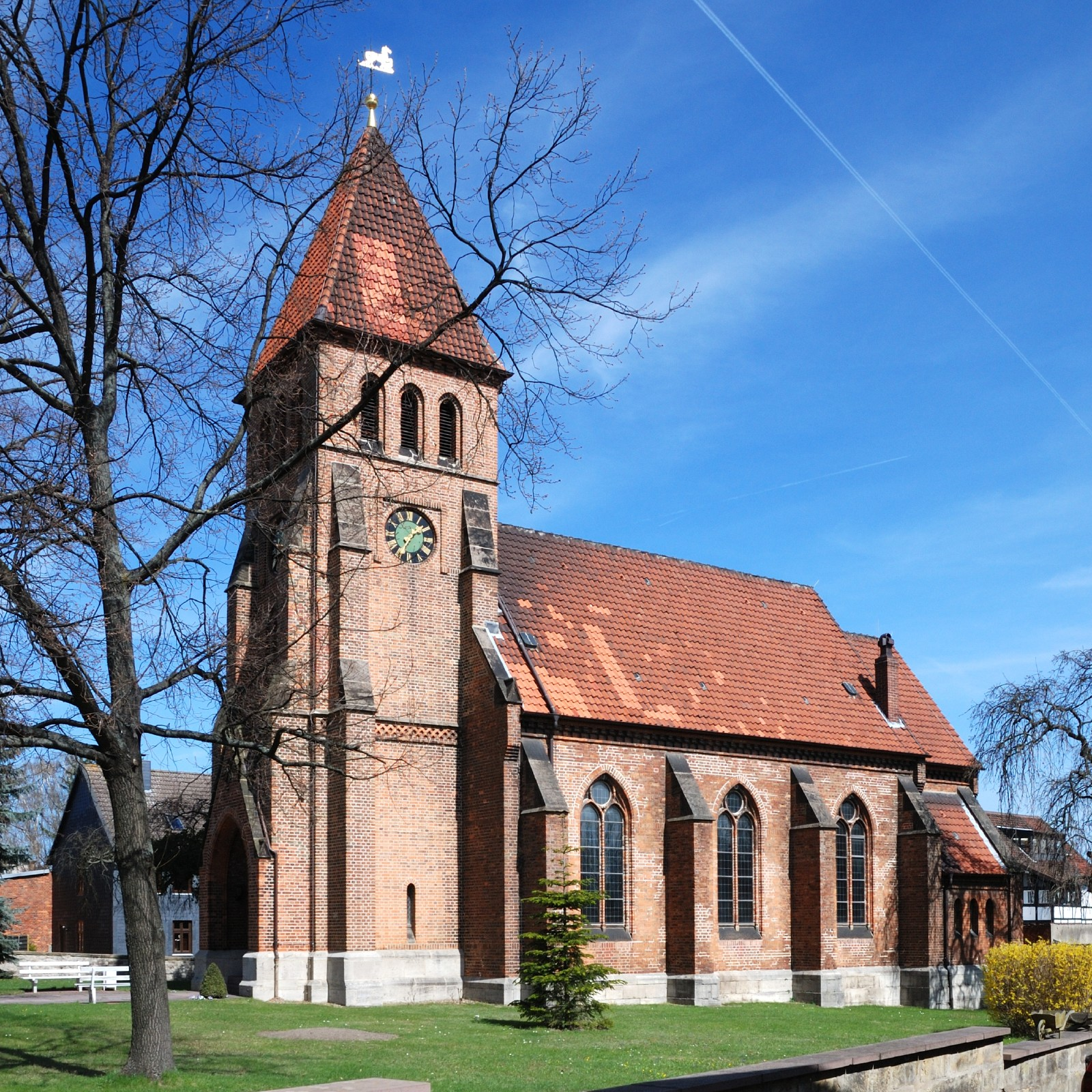
St.-Petri-Kirche

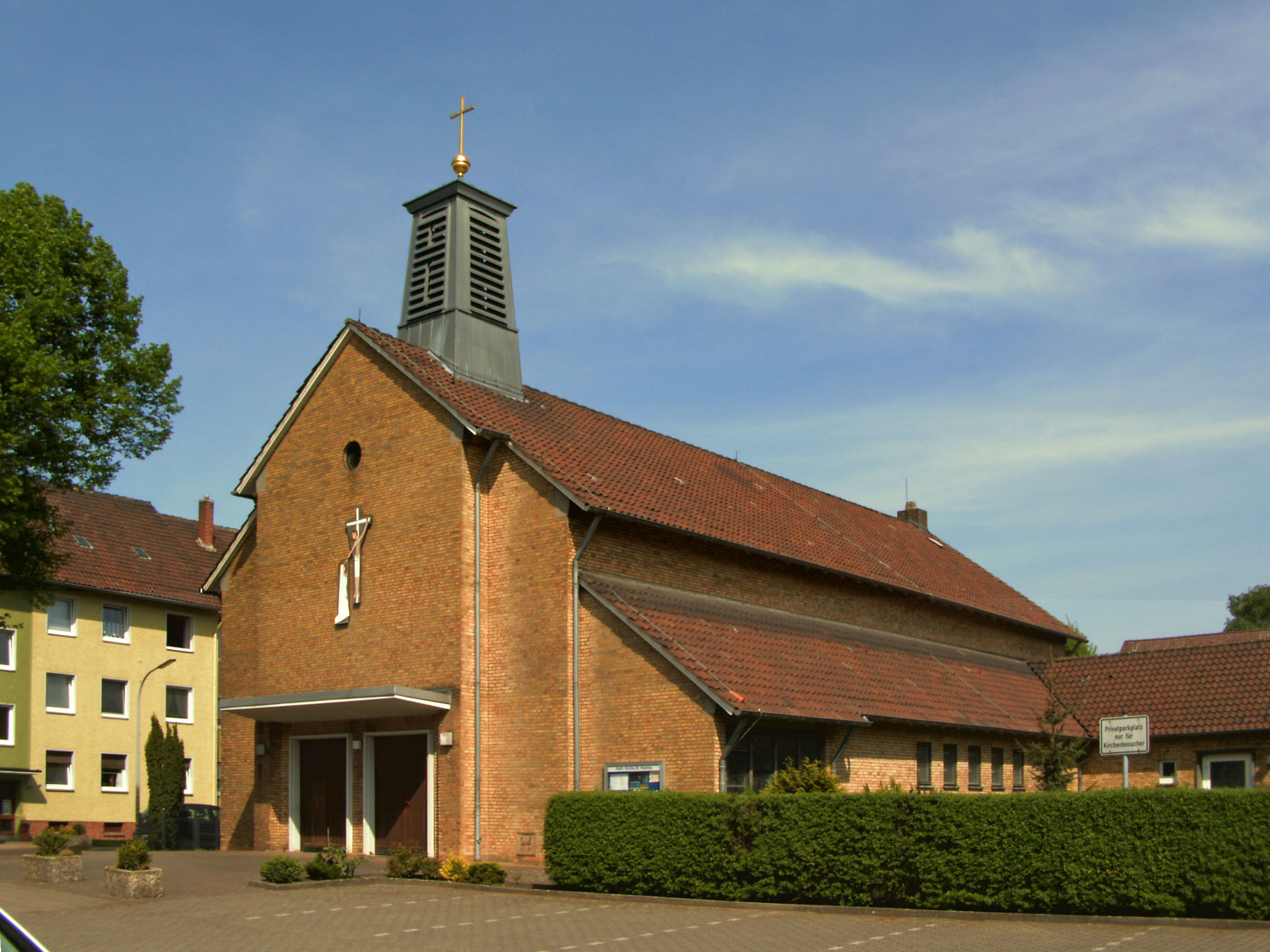
St.-Hedwig-Kirche

Die evangelisch-lutherische St.-Petri-Kirche von 1876, ein neugotischer Backsteinbau von Ernst Wiehe, ist die östlichste Kirche der Propstei Vechelde. Sie ist mit Glasfenstern des Künstlers Adi Holzer ausgestattet.
Die katholische St.-Hedwig-Kirche wurde 1956/57 von Josef Fehlig erbaut, seit 2006 gehört sie zur Pfarrgemeinde St. Bernward mit Sitz im Braunschweiger Stadtteil Heidberg.

## Infrastruktur
Rüningen hat sowohl nördlich (Autobahndreieck BS-Südwest/ AS Rüningen-Nord) als auch südlich (AS Rüningen-Süd) direkte Zufahrt auf die A39 bzw. die A391 und liegt ungefähr 500 Meter südlich-westlich des Autobahnkreuzes Braunschweig-Süd. 
Die B 248 trennt sich an der AS Rüningen-Süd von der A39 und verläuft ab hier über ihre alte Route südlich Richtung Thiede und Salzgitter-Bad. 
Seit 1838 liegt Rüningen an der Bahnstrecke Braunschweig–Bad Harzburg. Der frühere Bahnhof lag südöstlich des Bahnübergangs an der Berkenbuschstraße, wo sich heute ein Parkplatz befindet.
Weiterhin befinden sich entlang der Landstraßen Richtung Leiferde/Thiede, Broitzem und Geitelde jeweils einseitige Radwege.
Nördlich von Rüningen hat man außerdem über die Gartenstadt Zugang zum Ringgleis, welches nach seiner Fertigstellung in einem Kreisverkehr rund um Braunschweig führen soll.

## Persönlichkeiten
- Willi Warschowske (1892–1961), Maler